# 북카탈루냐

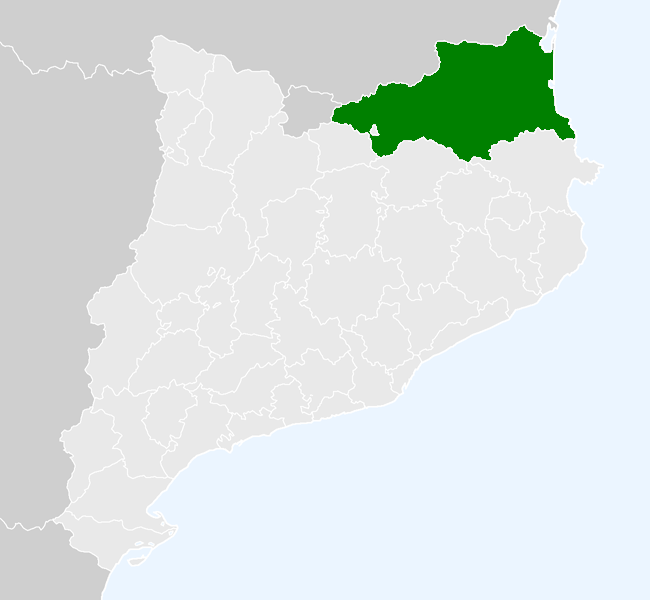
카탈루냐델노르트의 위치

카탈루냐델노르트(카탈루냐어: Catalunya del Nord, 프랑스어: Catalogne Nord) 또는 카탈루냐노르트(Catalunya Nord), 카탈루냐노르(프랑스어: Catalogne Nord), 북카탈루냐, 프랑스령 카탈루냐(프랑스어: Catalogne-Français 카탈루냐프랑세즈)는 역사적, 문화적으로 카탈루냐의 일부이나 1659년 피레네 조약으로 인해 프랑스에 넘겨진 지역을 의미한다.
현재 프랑스의 레지옹 랑그도크루시용의 데파르트망 66 피레네조리앙탈주이며, 역사적으로는 프로뱅스 루시용에 속해 있었다. 수도는 페르피냥으로, 약 10만여 명이 살고 있다.